# Oberea difformis
Oberea difformis är en skalbaggsart som beskrevs av Jordan 1894. Oberea difformis ingår i släktet Oberea och familjen långhorningar. Inga underarter finns listade i Catalogue of Life.